# Michail Schalunow
Michail Schalunow (* 24. Februar 1999) ist ein georgischer Eishockeyspieler, der für die Grey Wolves Tbilisi in der georgischen Eishockeyliga spielt.

## Karriere
Michail Schalunow gab sein Debüt für die georgische Nationalmannschaft bei der Weltmeisterschaft der Division III 2016. Auch bei den Weltmeisterschaften 2017 und 2018 spielte er in der Division III. Dabei gelang 2018 der erstmalige Aufstieg in die Division II.
Auf Vereinsebene spielt Schalunow für die Grey Wolves Tbilisi in der georgischen Eishockeyliga, in der er bereits als 17-Jähriger debütierte.

## Erfolge und Auszeichnungen
- 2018 Aufstieg in die Division II, Gruppe B bei der Weltmeisterschaft der Division III